# Домнин Солунский
Домнин Солунский (Домнин Фессалоникийский; III—IV века) — раннехристианский греческий святой и мученик, пострадавший во время правления римского императора Максимиана.
Родился в г. Фессалоники Римская империя (ныне Салоники, Греция).
В царствование Максимиана Галерия был схвачен, как христианин, проповедующий слово Божие. За отказ принести жертвы идолам его подвергли мучениям. Видя непреклонность святого, царь повелел вывести его за город и отсечь ему ноги по колена. Через семь дней с кровоточивыми ранами и без пищи, святой поблагодарил Бога, которого он полюбил всей душой, завершил своё мученичество и скончался.
Память — 14 октября (1 октября (старый стиль)) и 30 марта (католичество).